# Anel Karabeg
Anel Karabeg (Mostar, 7 de marzo de 1962) es un exfutbolista yugoslavo y entrenador bosnio, que jugaba habitualmente como centrocampista por banda derecha. Empezó su carrera en el equipo de HNK Šibenik y al estallar la Guerra de Yugoslavia se viene a España, pasando por los equipos de Real Burgos Club de Fútbol y la SD Eibar. En este último pasaría a la historia en la que el equipo guipuzcoano fichaba a un extranjero. Aunque no metió goles destacaba su calidad técnica de entre el resto de jugadores. En 1992 regresa a su país.
En 2001 deja su carrera deportiva convirtiéndose en entrenador.

## Clubes
| Club                       | País       | Año       |
| -------------------------- | ---------- | --------- |
| Velez Mostar               | Yugoslavia | 1980-1989 |
| Real Burgos Club de Fútbol | España     | 1989-1990 |
| SD Eibar                   | España     | 1990-1991 |
| NK Zagreb                  | Croacia    | 1992-1994 |
| HNK Šibenik                | Croacia    | 1995-2001 |